# Robert Pothecary
Robert Pothecary (Southampton, 1963) is een Brits kunstschilder die sinds 1986 woont en werkt in Sint-Oedenrode, Nederland.
Een groot thema in zijn schilderkunst is de archeologie, wat als sinds zijn jeugd interesse heeft. Op diverse plekken in Zuid-Engeland heeft als kind ook 'opgravingen' gedaan in de hoop iets te vinden van het verleden. Zijn interesse werd ook gewekt door de ommuurde tuin van zijn grootouders, die woonde in een Victoriaans huis.
De interesse voor archeologie groeide toen hij na zijn opleiding aan het Southampton Art College studiereizen ging maken naar oorden waar tal van interessante opgravingsplekkenwaren zoals Egypte, Syrië, Jordanië en Turkije. Al deze indrukken hadden uiteindelijk invloed op zijn werk. Na eerst alle indrukken op werktekeningen te hebben getekend werden deze uiteindelijk verwerkt in zijn schilderijen. In zijn geboorteland heeft na zijn studie nog gewerkt voor Zillwoods Ltd, een ontwerpersbedrijf die gespecialiseerd is in het maken van logo's. 

## Werk
De schilderijen van Pothecary hebben geen vaste maat, Pothecary werkt met collages en zijn schilderijen worden vaak laag voor laag geschilderd, en kan uit verschillende materialen zijn opgebouwd. Naast schilderijen maakt Pothecary ook muur- en plafonschilderingen. Zijn bekendste werk daarvan zijn de twee muurschilderingen in de Ritakapel van de Sint-Ritakerk in Boskant, waar hij aan de linkerzijde in 1996 een levensgrote Rita voor Christus schilderde die een doorn krijgt ontvangen in haar voorhoofd en aan de rechterzijde staat dezelfde Rita afgebeeld met een geplukte roos uit de tuin.
In 2020 verscheen het boekwerk Stil, Stilte en Eenvoud van John de Vet waarvan Pothecary de beeldvorming heeft gedaan, met eigen werk.

## Exposities
Het werk van Pothecary is getoond op diverse exposities, zijn werk wordt daarnaast permanent geëxposeerd in Galerie De Bunders.
Enkele geselecteerde exposities:
- Galerie Richel, Aardenburg (1991)
- Westergasfabriek, Amsterdam (1993)
- Total Art Fair, Breda (1995)
- Leven en wonen in stijl, 's-Hertogenbosch (1996)
- International Art Fair, Mechelen (1996)
- Galerie Lijn 3, Den Haag (2000)
- Sporen in de klei in het Centrum voor Beeldende Kunst, Alphen aan de Rijn (2005)
- Gallery Art & More, Eindhoven (2011)